# Преславен
Преславен е село в Южна България. То се намира в община Стара Загора, област Стара Загора.

## География
Село Преславен се намира в Тракийската низина. Разположено на 13 км югоизточно от гр. Стара Загора. На север граничи със село Калитиново, на изток със село Горно Ботево, на югозапад със село Могила и на северозапад с град Стара Загора.
По данни на ГРАО от 15 март 2015 г. населението на село Преславен е 852 жители.
Надморската височина на селото е 148 метра.
Климатът в Преславен е преходноконтинентален с полъх от Средиземно море. През зимата времето е по-меко и по-топло, тъй като Средна гора предпазва от студените северни и североизточни ветрове.
Почвите около Преславен са няколко вида: черноземни смолници, алувиално-делувиални, хумусно-карбонатни и антропогенни.

## История[2]
Селото е възникнало през 16 век или в годините на османската власт с наименование – Гюреджий, като основатели се считат братята Гюро И Джуро.
През 1917 г. цар Фердинанд с Указ преименува селото от Гюреджий на с. Преславен, тъй като през Балканската и Европейската война са дадени много жертви – български войни около 30 души в т.ч. трима братя ергени – синове на Пейо Енев.
При създаването на селото са известните стари родове: Руси-Иванските, Кръстьо-Ганчевите, Цвятко-Диневите и Атанас-Вълчевите. В селото са живели много будни и предприемчиви българи, които са водили ежедневна борба с турския поробител. През 1873 г. е образувана гораджийската група с ръководител Кръстьо Ганчев с цел да демонтират железопътната линия при Симеоновград, за да спасят апостола на свободата Васил Левски, за който се е очаквало да бъде екзекутиран в Цариград. Групата е взела отпечатъци с восък на болтовете, с които са закрепени релсите, за да приготвят ключове за демонтажа. Когато всичко е било готово идва депеша от София, който обявява, че Левски е обесен край гр. София.
В селото е изградена и поддържана църква с патрон „Свети Архангел Михаил" със 120-годишна история, благодарение на свещеник иконом – Теодор Пенков. Същата е вписана заедно с дворното место и други допълнителни постройки като национален материален недвижим паметник на културата с художествено значение с писмо № 932 от 27.03.1978 г. Църквата е функциониращ религиозен обект.
През 20 век са се родили знаменити личности в селото, като Доньо Пехливанов – който е ръководител на Септемврийското въстание в гр. Стара Загора и при превземането на старозагорските казарми е убит в дванадесети пехотен полк. Друга известна личност е най-големият неврохирург през втората половина на 20 век ген. майор проф. Ганчо Савов, който беше с международен авторитет в своята професия и е извършвал сложни неврохирургични операции във Франция, Германия, Алжир и Корея.

## Бележити дати и видни личности от историята на село Преславен
- 1847 г. – роден е революционерът Бойчо Русев
- 1851 г. – на 12 април е роден Димитър М. Наумов виден старозагорски общественик, патрон на читалището в с. Преславен
- 1877 г. – на 19 юли загива в боя за Самарското знаме Бойчо Русев
- 1884 г. – на 23 юни умира едва на 33 години Димитър Наумов
- 1887 г. – поставя се първия камък в основите на църквата „Св. Архангел Михаил“
- 1908 г. – на 11 ноември се основава читалище „Димитър Наумов“
- 1917 г. – селото се преименува от Гюреджий на Преславен
- 1917 г. – роден е проф. Ганчо Савов-неврохирург
- 1923 г. – роден е Георги Петков направил много за развитието на инфраструктурата и центъра на селото
- 1923 г. – построена е новата сграда на ОУ „Бойчо Русев“
- 1928 г. – построена е камбанарията на храма
- 1943 г. – в селото се настаняват немски войници
- 1945 г. – в селото се настаняват съветски окупационни войници
- 1946 г. – основава се кредитна кооперация „Съзнание“
- 1963 г. – на 22 декември първа копка на нов читалищен дом
- 1966 г. – на 29 май откриване на съвременната и модерна читалищна сграда
- 1988 г. – отваря врати пенсионерски клуб „Доньо Пехливанов“
- 1989 г. – по нелеп начин умира проф. Ганчо Савов
- 2009 г. – 26 януари умира един от основателите на оркестъра за автентична музика „Минчо Недялков“ – Георги Христов/Киминчата/
- 2013 г. – 10 април ушива се и освещава читалищното знаме
- 2014 г. – 24 март умира съоснователя на орк. „Минчо Недялков“ гъдуларят Вилко Вълко
- 2014 г. – 5 юли първи за селото празник на житото „Пътя на хляба“
- 2015 г. – 27 юни е написан и за първи път изпят пред публика химна на с. Преславен

## Култура
В село Преславен е създадено килийно училище около 1870 година.
А през 1923 г. е построена модерна училищна сграда, в която са се учили децата на село Преславен, Могила и Калитиново от първи до седми клас. От 1992 г. обучението е до осми клас включително. От 2006 г. в селото се обучават деца от с. Малко Кадиево, Могила и Калитиново. Патрон на училището е „Бойчо Русев“, роден в с. Преславен поборник през руско-турската война и загинал през 1877 г. край град Стара Загора местността „Чадър могила“.
В селото е учредено и функционира народно читалище „Димитър Наумов“ от 1908 г. от местните жители Господин Г. Радев, Георги П. Попов, Стоян Христакиев, Жельо Ив. Желев, Слави Ив. Желев и др. Организатор е бил учителя Михаил Константинов. Оттогава читалището развива интензивна дейност. На времето са изнасяни вечеринки, коледуване, лазаруване и всички реализирани средства са отчитани като приход на читалището. Със същите средства закупувани много книги, обзавеждане и участие в строежа на новата читалищна сграда, която е открита през 1965 г. Читалищната сграда е едно модерно театрално творение с разкошен киносалон от 250 места, голяма сцена с прекрасна гримьорна, модерна библиотека със 7000 тома литература, пенсионерски клуб и тенис-зала.
При тези прекрасни битови условия има сформирана певческа група от 15 жени и битов оркестър „Минчо Недялков", който съпровожда на певческата група и участва самостоятелно на местни, национални и международни събори и конкурси. Певческата група, оркестъра и коледарската група участваха през 2005 г. на националния събор на БФ в Копривщица и получиха награда за отлично изпълнение, а оркестърът беше записан от Националното радио „Хоризонт“. Много участия се взеха през последните години, като: на събора надпяване „Петкана Захариева“, „Богородична стъпка“ на Ст. мин. бани, телевизия СКАТ – София, с. Еленово, гр. Раднево на събора организиран от тракийската перла Динка Русева, гр. Гълъбово – събора за Янко Петров, с. Загоре, с. Оряховица и др. Оркестър „Минчо Недялков“ при НЧ „Д. Наумов“ от 02.12. до 14.12.2008 г. се яви на конкурс в гр. Чехоновец, Р Полша, всички бяха наградени с първи награди. Имаха изяви в посолството на Р България в гр. Варшава, където свиреха на българите работещи в Полша.
С решение по фирмено дело № 1900 от 2004 г. на Старозагорски окръжен съд е регистрирано второ читалище „Св. Игнатий Старозагорски“.

## Редовни събития
Празникът на селото е на 8 ноември.
„Празник на житото-пътя на хляба“ през юни. Началото на празника е поставен на 5 юли 2014 г.

## Личности
- Бойчо Русев – революционер.
- ген. проф. Ганчо Савов – създател на първото военно неврохирургично отделение в България през 1949 г.